# Dollis Hill
Pour la station de métro, voir Dollis Hill (métro de Londres).

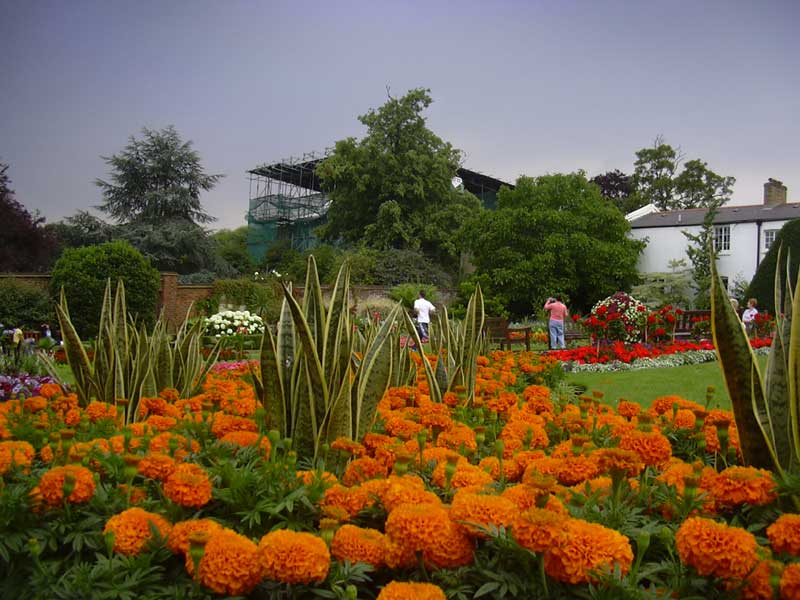
Une maison de Dollis Hill

Dollis Hill est une zone du nord-ouest de Londres, située dans le district de Brent près de Willesden Green, recouvrant le lacis de rues qui entourent le parc Gladstone, qui s'étend sur 35 ha. Ce quartier est desservi par la Jubilee line du métro, qui le relier directement au central London. C'est un quartier résidentiel, avec ses maisons édouardiennes et ses maisons de l'Entre-deux-guerres accolées par paires.
Dollis Hill occupe une place à part dans le déroulement de la Seconde Guerre mondiale puisque c'est là, plus précisément dans le Post Office Research Station, que l'ordinateur utilisé par les cryptologues de Bletchley Park a été assemblé, et qu'on y a creusé le second bunker souterrain des Cabinet War Room pour abriter le gouvernement de Winston Churchill.